# Erwtenkever
De erwtenkever (Bruchus pisorum) is een kever uit de familie bladkevers (Chrysomelidae). De wetenschappelijke naam van de soort werd in 1758 als Dermestes pisorum gepubliceerd door Carl Linnaeus.

## Beschrijving
Dit kevertje wordt 4 tot 4,5 millimeter lang en is te herkennen aan de donkerbruine kleur, met op de rug vele lichtere, onregelmatige bruine tot witte vlekjes die veroorzaakt worden door een fijne beharing. De antennes zijn opvallend dik en eindigen breed en plat. De kever is gedrongen; de kop, halsschild en dekschilden sluiten op elkaar aan, een duidelijke insnoering ontbreekt. De achterlijfspunt steekt wat uit onder de dekschilden.

## Levenswijze
De erwtenkever is monofaag en leeft enkel op de erwt (Pisum sativum), de soortnaam pisorum verwijst naar de geslachtsnaam van de waardplant. De mannelijke kevers nemen geen voedsel meer op, vrouwtjes leven van stuifmeel van de erwtenplant voor de ontwikkeling van de eitjes. De larven leven van onrijpe zaden van de erwt. De kever legt het eitje op een vrucht waarna de groengele, rupsachtige larve tevoorschijn komt en van het zaadweefsel eet. Als de larve 5 tot 6 millimeter lang is vindt de verpopping plaats. De erwtenkever is een succesvolle, maar daardoor schadelijke soort die wereldwijd voorkomt.